# Уличне
У́личне — село в Трускавецькій міській громаді, Дрогобицького району Львівської області.

## Географія
Село розташоване на південній частині Дрогобицького району, за 22 кілометри від міста Дрогобича. Абсолютна висота над рівнем моря становить 300—400 м. Територія села знаходиться в зоні мішаних лісів. У селі потік Яцків впадає у річку Уличанку. У західній околиці села наявне велике озеро — Уличанка. Населення села складало понад 3500 осіб у 2020 році.

## Історія

### Походження назви села
Плем'я уличів, що оселилося на берегах річки Дністра-Колодниці, вочевидь, і дало назву селу.

### Хутори
Село складається з таких хуторів: Нетеча, Гора, Кінець, Ярець, Бобівці, Гассендорф, Кривий, Гірнянська Дорога, Горбок, Яцьків, Кути, Городище, Метещі, Болоні, Лани, Капусний, Вишка, Закичірка, Бистра, Промисел, Зруб, Головчина, Діброва, Мельницька Гора, Млинівка, Касарніки.

### Важливі події
Перша офіційна документальна згадка, датована 1443 роком.
Під час національно-визвольної війни гетьмана Б. Хмельницького, зокрема його західного військового походу у Галичину в 1648 р., спільні татарсько-козацькі війська здійснили спустошливий напад на с. Уличне. Було пограбовано господарства чотирьох загородників та шістьох коморників, які займали за розміром один лан поля. Також було знищено корчму, яка знаходилася в оренді місцевих євреїв. Проте без пошкоджень залишилися млин, церква із попівством та більшість селянських господарств, які обіймали землеволодіння у розмірі 5 (?) ланів.
Село пам'ятає події Першої світової війни (1914—1918 рр.). В 1915 році бій проходив на Лютичині (окраїна села). Бій тривав два тижні, залишивши великі братські могили. Тоді згорів млин на Мельницькій горі, згоріла хата старої Щупачки в Кривім, у якої було восьмеро дітей.
У 30-ті роки різко зросла національна свідомість наших односельчан, які виношували ідеї державності. Уже в 1931 р. діяли товариства «Добробут», «Сокіл». На Яцькові діяла стара читальна. На Горі, навпроти церкви, діяла друга читальня, осередок «Просвіта». З 1934 року під керівництвом Б. Кульчицького просвітницьку роботу проводило товариство «Рідна школа».
1 серпня 1934 р. було створено гміну Стебник в Дрогобицькому повіті. До неї увійшли сільські громади: Стебника, Доброгостова, Гассендорфа (Gassendorf), Колпця, Орова, Сільця, Станилі та Уличного.
В період Другої світової війни (1939—1945 рр.) уличнянці беруть активну участь в партизанському русі, який був розташований в лісах поблизу села Уличного. У селі на той час діє ВО УПА «Маківка». З приходом більшовиків під час репресій багато партизанів, а також безневинних людей загинули.
В радянські часи у селі діяли колгосп «Карпати» (1250 га орної землі), школа, бібліотека, клуб, дільнична лікарня і нафтопровід.
1992 року в селі встановлено пам'ятник Шевченкові. Скульптор Ярослав Скакун.

### Школа
Згадки про школу в селі Уличне збереглися з другої половини ХІХ століття.
Після І світової війни до 1939 року в селі існувала загальна народна школа ІІ ступеня. Директор — Дмитро Беч.
У 1939 році в селі відкрили семирічну школу, де навчалось понад 450 дітей. 1949 року школа стала середньою. Було збудоване ще одне приміщення на вісім класних кімнат.
1976 рік — Уличне отримало нове приміщення для школи на 560 учнів. В цій школі зараз навчаються 510 учнів, працює 57 вчителів.

## Символіка
Наприкінці XVIII — у ХІХ ст. на громадській печатці Уличного містилося зображення селянина з косою в руках (зразки такої печатки збереглися в колекції документів відомого львівського краєзнавця ХІХ ст. Антонія Шнайдера).
31.03.2016 р. рішенням Уличненської сільської ради було затверджено герб та прапор с. Уличне, який був розроблений геральдичним товариством м. Львова (автор — А. Гречило)

### Герб
Щит розтятий, у 1-шу червоному полі два золоті млинські колеса, у 2-гу чорному — три срібні бочки з золотими обручами, одна над одною.
Млинські колеса вказують на існування в Уличному кількох водяних млинів та поширений мельницький промисел. Три срібні бочки символізують солеварні промисли, які сприяли розвитку Уличного. Червоно-чорні кольори підкреслюють активну участь уличан у визвольній боротьбі за волю України.

### Прапор
Квадратне полотнище, яке складається з двох рівновеликих вертикальних смуг, на червоній від древка — два жовті млинські колеса, на чорній з вільного краю — три білі бочки з жовтими обручами, одна над одною.

## Релігія
- церква Святої Параскеви (1910, архітектор Василь Нагірний)
- церква Покрови Пресвятої Богородиці

## Відомі люди

### Народилися
- Баб'як Мирон Михайлович — кандидат технічних наук, декан інституту менеджменту Дрогобицького педагогічного університету;
- Беч Любомир-Зенон — член пластового куреня ім. полк. Івана Богуна (Перемишль);
- Білан Ігор Ігорович — український футболіст, воротар;
- Білан Михайло Миколайович — адміністратор газети «Визвольний рух», Велика Британія;
- Білан Тетяна Орестівна — кандидат філологічних наук, викладач Дрогобицького педагогічного університету;
- Будзяк Василь Миронович —  доктор економічних наук, професор, заступник директора з наукової роботи та інноваційного розвитку Інституту агроекології та природокористування НААН України;
- Габчак Іван Миколайович — лицар ордена Богдана Хмельницького (III ст.), лейтенант, командир взводу звукометричної розвідки розвідувального дивізіону 55-ї окремої артилерійської бригади (Запоріжжя), в/ч А1978. Загинув 29.08.2014 р. при виході з «котла» під Іловайськом — Старобешеве (Донецька область);
- Гаврилів Нестор Васильович — кандидат історичних наук, викладач Дрогобицького педагогічного університету;
- Галик Володимир Миколайович — кандидат історичних наук, викладач Дрогобицького педагогічного університету;
- Дуб Ярослав Михайлович — кандидат фізичних наук, викладач;
- Кушнір Ігор Петрович - начальник відділу юридичного забезпечення Міністерства закордонних справ України;
- Кушнір Михайло Антонович — полковник збройних сил України;
- Костецький Іван — живе в Канаді, видав ілюстровану книгу-літопис про с. Уличне;
- Ортинський Володимир Львович — кандидат економічних наук, ректор Львівської міліцейської академії;
- Пилипів Ігор Зеновійович — кандидат технічних наук, лауреат обласної премії в галузі культури, літератури, мистецтва, журналістики та архітектури у номінації Дизайн- ім. Олени Кульчицької, член Спілки дизайнерів України, викладач кафедри Дизайну Національного лісотехнічного університету України;
- Савчин Мирон Васильович — доктор психологічних наук, професор, завідувач кафедри психології Дрогобицького педагогічного університету;
- Савчин Богдан Михайлович — кандидат технічних наук, викладач Дрогобицького педагогічного університету;
- Стельмахович Мирослав Гнатович — доктор педагогічних наук, автор більше 300 наукових праць з педагогіки;
- Стецик Юрій Орестович — доктор історичних наук, професор.

### Поховані
- Гарабач Марія Теодорівна — членкиня Пласту, зв'язкова ОУН, входила до складу УГВР, довголітня діячка українства Німеччини.

### Проживали
- Жигмонт Лянґ — австрійський та український військовий діяч, начальник штабу бойових груп «Глибока» та «Крукеничі» УГА.